# Gmina Ramsø
Gmina Ramsø (duń. Ramsø Kommune) była w latach 1970–2006 (włącznie) jedną z gmin w Danii w okręgu Roskilde Amt. 
Siedzibą władz gminy było miasto Viby. 
Gmina Ramsø została utworzona 1 kwietnia 1970 na mocy reformy podziału administracyjnego Danii. Po kolejnej reformie w 2007 r. weszła w skład nowej gminy Roskilde.

## Dane liczbowe
- Liczba ludności: (♀ 4646 + ♂ 4674) = 9320
  - wiek 0-6: 9,4%
  - wiek 7-16: 15,8%
  - wiek 17-66: 66,2%
  - wiek 67+: 8,6%
- zagęszczenie ludności: 139,1 osób/km²
- bezrobocie: 3,1% osób w wieku 17-66 lat
- cudzoziemcy z UE, Skandynawii i USA: 78 na 10 000 osób
- cudzoziemcy z krajów Trzeciego Świata: 178 na 10 000 osób
- liczba szkół podstawowych: 3 (liczba klas: 65)